# Venø Water Stars
Venø Water Stars er en windsurfingbegivenhed, der afholde hvert år i maj eller juni. Det består af tre forskellige discipliner, Venø rundt, speed og freestyle. Der afvikles forskellige juniorsejladser i de forskellige discipliner.